# Mysore
Mysore, oficialmente Mysuru, (pronunciaciónⓘ) (en canarés: ಮೈಸೂರು, Maisūru) (AFI: maɪˈsɔər) es la segunda ciudad más grande en el estado de Karnataka, India. Es la sede del Distrito Mysore y de la División Mysore y se encuentra a unos 146 km (90,7 millas) al suroeste de Bangalore, la capital de Karnataka. El nombre Mysore es la voz anglófona de Mahishūru, que significa la morada de Mahisha. Mahisha significa Mahiṣāsura, un demonio de la mitología hindú. La ciudad tiene una superficie de 128,42 km² (49,6 millas cuadradas) y está situada en la base de las colinas Chamundi.
Mysore es famosa por las fiestas que tienen lugar durante el festival Dasara, cuando la ciudad recibe un gran número de turistas. Mysore también presta su nombre a la Mysore mallige, nombre popular de la Jasminum grandiflorum (una especie de jazmín), a la pintura mysore (un estilo de pintura artística), el mysore pak (un plato dulce), el mysore peta (un turbante tradicional) y la prenda Mysore (una prenda sari de seda).
En un ejercicio realizado por el Ministerio de Desarrollo Urbano bajo la política de saneamiento urbano nacional, Mysore fue considerada la segunda ciudad más limpia en la India y la más limpia en Karnataka en el 2010.

## Historia

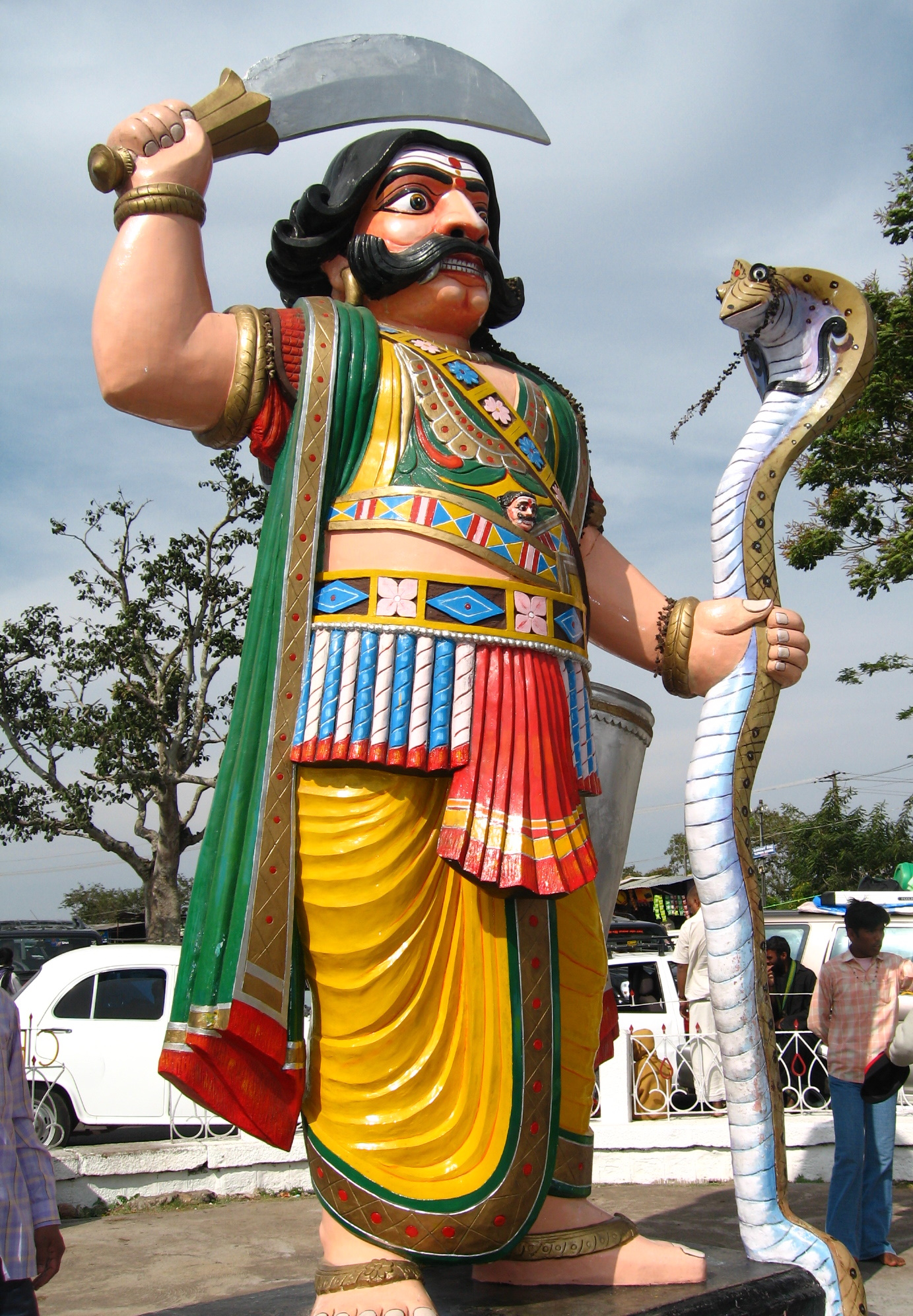
Mahiṣāsura

Hasta 1947, Mysore era la capital del reino de Mysore, que fue gobernado por la dinastía Wodeyar, exceptuando un breve periodo a finales del siglo XVIII cuando Hyder Ali y su hijo Tipu Saib tomaron el poder. Los Wodeyar fueron mecenas de las artes y contribuyeron significativamente al crecimiento cultural de la ciudad, lo que llevó a que se conociera a Mysore como la Capital Cultural de Karnataka.
Aunque en sánscrito Mahisha significa búfalo, aquí Mahisha refiere a Mahishasura, un demonio mitológico que podría asumir la forma de tanto humanos como de búfalo.
Según la mitología hindú, el área alrededor de Mysore era conocida como Mahishūru y estuvo gobernada por el demonio Mahiṣāsura. El demonio fue asesinado por la diosa Chamundeshwari, cuyo templo se erigió en las colinas Chamundi. La región donde se asienta Mysore fue conocida como Puragere hasta el siglo XV. Mahishūru, nombre utilizado desde el siglo XVI, terminó llamándose Mahisūru y finalmente Maisūru, actual nombre en idioma canarés. La forma angloparlante del nombre es Mysore. En diciembre de 2005, el gobierno de Karnataka anunció su intención de cambiar la ortografía inglesa por el vocablo Mysuru. La solicitud fue aprobada por el Gobierno de la India, pero los trámites necesarios para formalizar el cambio de nombre aún no han concluido. El fuerte Mahishūru fue construido en 1524 por Chamarásh Vodeyar III, el cual pasó al dominio de Puragere con su hijo Chamarásh Wodeyar IV.
Durante el gobierno del Imperio Vijanagara, el Reino Wodeyar de Mysore sirvió como señorío feudal. Mysore fue el centro de la administración Wodeyar hasta 1610, cuando Raja Wodeyar derrocó al gobernador Vijayanagara Srirangapatna, en las inmediaciones de la ciudad y la convirtió en su capital.
Después de la independencia de la India, la ciudad se mantuvo como parte del Estado de Mysore. Al entonces rey de Mysore, Jayachamarajendra Wodeyar, se le permitió conservar sus títulos y fue nombrado Rajapramukh del Estado. Con los años Mysore se ha distinguido por ser un centro turístico y la ciudad se ha mantenido en gran medida pacífica, a excepción de los ocasionales disturbios relacionados con el conflicto del agua del río Kaveri.

## Administración Civil
Erigido como municipio en 1888 y posteriormente convertido en corporación en 1977; la administración civil de la ciudad está a cargo de la Corporación Ciudad Mysore.
La corporación supervisa las obras de ingeniería, salud, sanidad, acueducto, la administración y el pago de impuestos en la ciudad. Está dirigida por un alcalde que es asistido por comisionados y los miembros del concejo. La ciudad está dividida en 65 barrios y los miembros del concejo (también conocidos como concejales) son elegidos por los ciudadanos de Mysore cada cinco años. Los miembros del concejo a su vez eligen al alcalde. El presupuesto anual de la Corporación para 2007-2008 fue de 11 443.89 lakh Rs. (28,6 millones de dólares USA).
El crecimiento y la expansión de la ciudad es administrada por la Autoridad de Desarrollo Urbano de Mysore (MUDA), que está encabezada por un comisionado. Sus actividades incluyen el desarrollo de nuevos diseños y las carreteras, el urbanismo y la adquisición de tierras. Uno de los principales proyectos emprendidos por MUDA es la creación de una carretera de circunvalación exterior en Mysore, que se espera para aliviar la congestión del tráfico. Por el contrario, ha enfrentado críticas MUDA de los ciudadanos de Mysore por su incapacidad para garantizar que se asignan suficientes lugares para alojar a los residentes de la ciudad. La alimentación eléctrica a la ciudad es administrada por la Corporación de Suministro de Electricidad Chamundeshwari.
Los ciudadanos de elegir a Mysore cuatro representantes en la Asamblea Legislativa de Karnataka a través de las circunscripciones de Chamaraja, Krishnaraja, Narasimharaja y Chamundeshwari. ciudad de Mysore, al ser una parte del más grande Lok Sabha circunscripción Mysore, también elige a un miembro del Lok Sabha, la más baja casa del Parlamento de la India. La política de la ciudad es liderada por tres partidos políticos: el Congreso Nacional Indio (INC), el Partido Popular Indio (BJP), y el Janata Dal (JDS).

## Economía

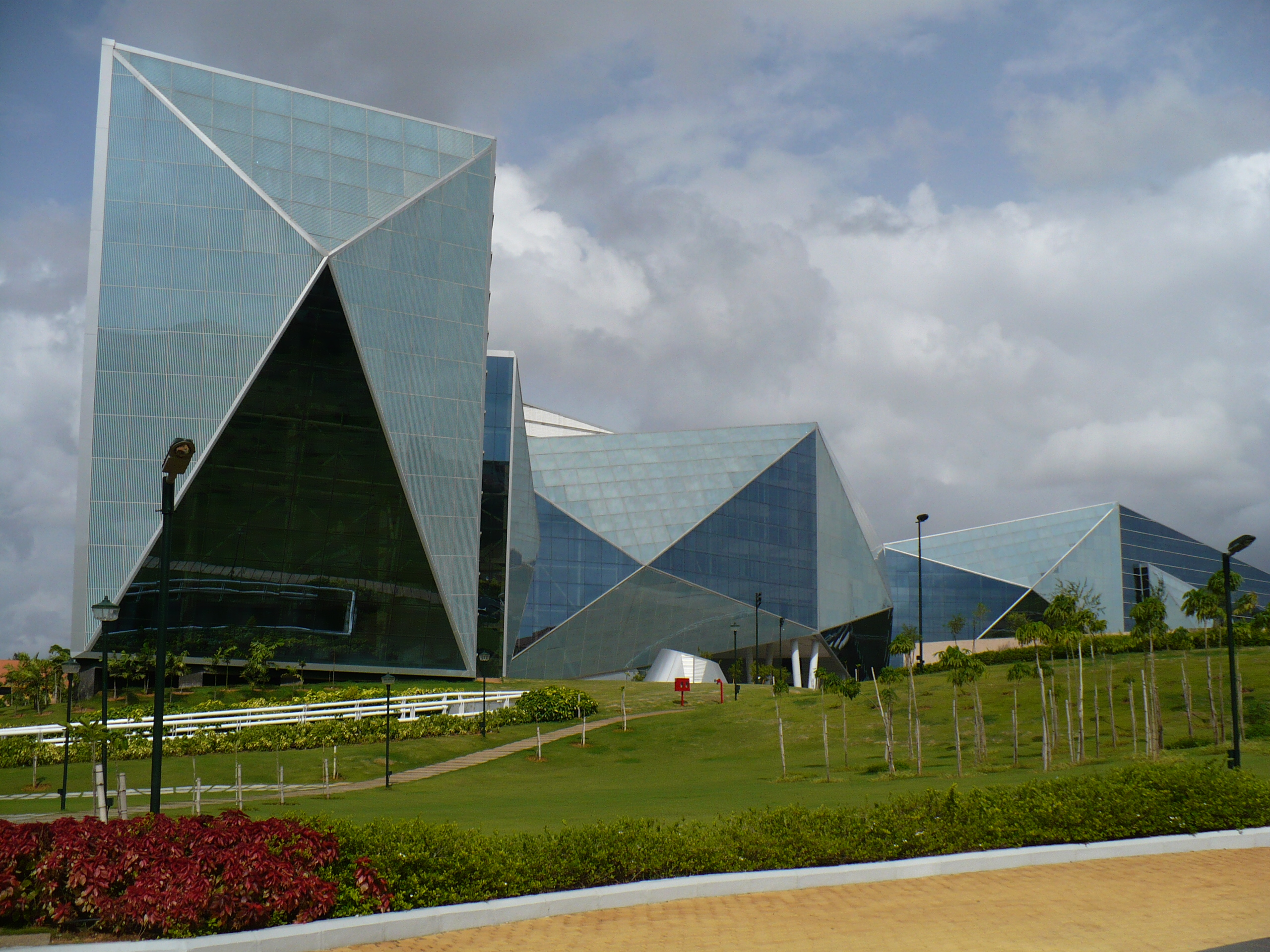
Infosys.

Si bien la principal industria de Mysore es el turismo, el crecimiento de la industria de las tecnologías de la información a principios del siglo XXI ha hecho de la ciudad el segundo mayor exportador de software en el Estado de Karnataka. Mysore está conectada al resto de la India por vuelos, ferrocarril y carretera. La ciudad también es la sede de la Universidad de Mysore, entre cuyos alumnos destacados se encuentran Kuvempu, Gopalakrishna Adiga, Bhyrappa, Ananthamurthy y Narayana Murty. La primera transmisión de All India Radio, la principal radio difusora del Gobierno; tuvo ocasión en la ciudad.

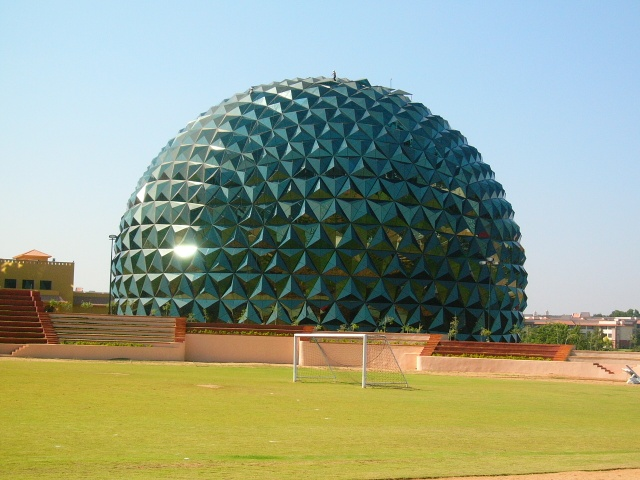
Domo Infosys en la Universidad de Mysore.

Tradicionalmente Mysore ha contado con diversas industrias: textiles, del sándalo, de fundición de bronce y de producción de cal y sal. La planificación del crecimiento industrial de la ciudad y el estado fue previsto inicialmente en la Conferencia Económica de Mysore celebrada en 1911. Esto dio paso a la creación de industrias como la Fábrica de aceites de sándalo en 1917 y los Molinos de Krishnarajendra en 1920.
En una encuesta realizada en el año 2001 por Business Today, la división de negocios de India Today, Mysore fue catalogada como la quinta mejor ciudad de la India para hacer negocios. Mysore se ha convertido en el centro de la industria del turismo en Karnataka, atrayendo a unos 2.5 millones de turistas en el año 2006.
Para el desarrollo industrial de la ciudad, la Junta de Desarrollo de Áreas Industriales (KIADB por sus siglas en inglés) estableció cuatro áreas industriales en Mysore, Belagola, Hebbal y Hootagalli. Las principales empresas en Mysore incluyen Bharat Earth Movers Limited (BEML), Wipro Technologies, Larsen & Toubro, Infosys, SPI, Falcon Tyres y J.K. Tyres.
Mysore alberga varias empresas relacionadas con las Tecnologías de Información. La más prominente de estas es Infosys Technologies Limited. Infosys Mysore también tiene el mayor centro de formación para una organización del sector privado en Asia. En la actualidad cuenta con capacidad para 4500 alumnos al año. En el 2009 se estrenó un nuevo centro de formación que acogerá las prácticas de 10 000 profesionales en software.

## Educación
Antes de la llegada del sistema educativo inglés, los agraharas impartían el sistema védico de educación para los hindúes y las madrazas servían como centros de educación para los musulmanes. La educación moderna inició con el primer colegio gratuito inglés establecido en 1833. En 1857, la Compañía Británica de las Indias Orientales promulgó el Halifax Dispatch que ordenaba la implementación del modelo occidental de educación en el Principado de Mysore. El primer colegio de educación superior fue el Colegio Maharajás, fundado en 1864. En 1868, el estado decidió crear escuelas hobli para masificar la educación. Bajo este esquema la educación fue gratuita y se estableció una escuela en cada hobli (localidad). Esto propició la creación de la Escuela normal para la formación de docentes destinados a enseñar en las escuelas hobli. En 1881 se fundó el que sería el primer colegio femenino, el Colegio Maharinis de la Mujer. La primera institución en impartir educación técnica fue el Colegio Industrial, fundado en 1892, seguido por el Instituto Técnico Chamarajendra en 1913. Mientras el sistema moderno de educación penetraba en la ciudad, instituciones como el Colegio Sánscrito ―en funcionamiento desde 1876― continuaban proporcionando educación religiosa.
El sistema educativo recibió un nuevo impulso con la creación de la Universidad de Mysore en 1916. Esta fue la primera universidad del estado de Karnataka y la sexta universidad fundada en la India. Esta era llamada Manasagangotri (literalmente "Manantial del Ganges para la mente") por el laureado poeta Kuvempu. Las zonas de influencia de la universidad son los distritos de Mysore, Mandya, Hassan y Chamarajanagar. Cerca de 127 colegios (con una población estimada de 53 000 estudiantes) están afiliados a la universidad. Esta universidad es la única del estado de Karnataka en obtener una certificación A+ por el Consejo Nacional de Evaluación y Acreditación de la India.
La educación en el campo de la ingenieríase inició con la creación del Instituto Nacional de Ingeniería en 1946, la segunda universidad más antigua de ingeniería en Karnataka. La educación en medicina inicio en 1930 con el traslado del Colegio Médico de Bangalore a la ciudad. Otras instituciones de la ciudad son el Instituto Central Tecnológico de Investigación en Alimentos, el Instituto Central de Lenguas de la India y el Instituto Panhindú de Habla y Audición.

## Arte y cultura

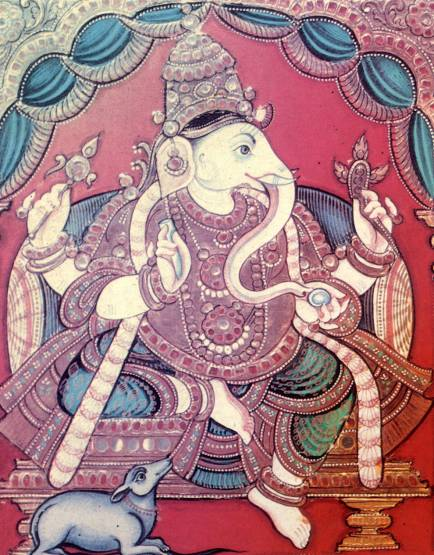
Ganesha representado en estilo Mysore.

Conocida como la capital cultural de Karnataka, Mysore es bien conocida por las festividades que tienen lugar durante el Dasara, el festival estatal de Karnataka. Las festividades del Dasara que se celebran en un periodo de diez días, fueron introducidas por el rey Rash Wodeyar I en 1610. En el noveno día de Dasara, llamado Mahanavami, la espada real, es adorada y se toma en una procesión que incluye decorados elefantes, camellos y caballos. En el décimo día, llamado Vijayadashami, la tradicional procesión Dasara (conocidos localmente como Jumboo Savari) se celebra en las calles de la ciudad de Mysore. Una imagen de la diosa Chamundeshwari se cubre en una manta de oro en la espalda de un elefante decorado y llevada en procesión, acompañada de cuadros, grupos de baile, bandas de música, elefantes, caballos y camellos. La procesión comienza en el Palacio de Mysore y culmina en un lugar llamado Bannimantapa donde el árbol banni (Prosopis Spicigera) es objeto de culto. Las festividades Dasara culminan en la noche del Vijayadashami con un desfile de antorchas (conocidos localmente como Panjina Kavayatthu).
Mysore es llamada la Ciudad de los Palacios, debido al número de palacios situados en la ciudad, incluyendo Amba Vilas popularmente conocido como Palacio de Mysore, el Palacio Jaganmohana convertido ahora en galería de arte, Rajendra Vilas también conocido como el Palacio de Verano, situado en las colinas de Chamundi, Lalitha Mahal, convertido ahora en un hotel y Jayalakshmi Vilas convertida en sede de la Universidad de Mysore. El palacio principal de Mysore se incendió en 1897, y la actual estructura fue construida sobre el mismo lugar. Externamente, el palacio Amba Vilas presenta un estilo arquitectónico indo-sarraceno aunque el interior es claramente de estilo Hoysala. A pesar de que el Gobierno de Karnataka ahora mantiene el Palacio de Mysore, una pequeña parte del palacio se ha asignado a la antigua familia real; la Mansión Vilas Jayalakshmi, construida por Sri Chamaraja Wodeyar para su hija Jayalakshammanni, ahora es un museo dedicado a la cultura popular. Una nueva galería se ha añadido para los artefactos y colecciones de los Wodeyars.
El estilo de pintura Mysore es una rama de la escuela Vijayanagar de pintura. Se atribuye al rey Raja Wodeyar (1578-1617) el haber sido el patrocinador de este estilo de pintura. El rasgo distintivo de este estilo es el trabajo de yeso sobre láminas de oro que se pegan adecuadamente en la pintura.

## Transporte
Hasta el año 2010, Mysore no contaba con aeropuerto comercial propio y el más cercano era el  aeropuerto de Bengaluru. A octubre de 2010 el Aeropuerto de Mysore fue abierto con vuelos a Bengaluru por Kingfisher Airlines. En 2011 Kingfisher terminó servicio a Mysore y SpiceJet lo reemplazó en 2013, pero SpiceJet también terminó su servicio en 2014. Al final Air India Regional regresó a Mysore el servicio a Bengaluru en el septiembre de 2015.
La estación de trenes de la ciudad tiene tres líneas de ferrocarril que la conectan con las ciudades de Bangalore, Hassan y Chamarajanagar.
La primera línea ferroviaria construida en la ciudad fue la línea Bangalore–Mysore, la cual entró en servicio en 1882. Sin embargo, todas las líneas ferroviarias de la ciudad son de un único sentido, hecho que impide una conexión más rápida a la ciudad. Aunque existe un proyecto para duplicar la línea Bangalore–Mysore, este aún no se ha completado. Todos los trenes que conectan a Mysore son operados por Ferrocarriles de la India y el tren más rápido para llegar a la ciudad es el Express Shatabdi.

## Medios
La publicación de periódicos en Mysore inicio en 1859 cuando Bashyam Bhashyacharya empezó a editar un periódico semanal en Kannada, llamado The Mysooru Vrittanta Bodhini. Este fue seguido por varios semanarios como el Karnataka Prakashika (1865), The Mysore Gazette (1866), y el Vrittanfa Patrike (1887). Uno de los publicadores más reconocidos en Mysore durante el gobierno Wodeyar fue Venkatakrishnaiya, quien es llamado el padre del periodismo Kannada. Él creó nuevas revistas como Sampadabhyudaya, Vidyaadaayini, The Mysore Patriot y Saadhvi. Los periódicos de gran tiraje con ediciones en Mysore incluyen a The Times of India y Deccan Herald, publicados en inglés, junto a Vijaya Karnataka y Prajavani (‘la voz del pueblo’), publicados en canarés. En la ciudad también se publican periódicos con énfasis local tales como La estrella de Mysore, Andolana y Mysooru Mithra. El único diario en lenguaje sánscrito, Sudharma también es una publicación de Mysore.

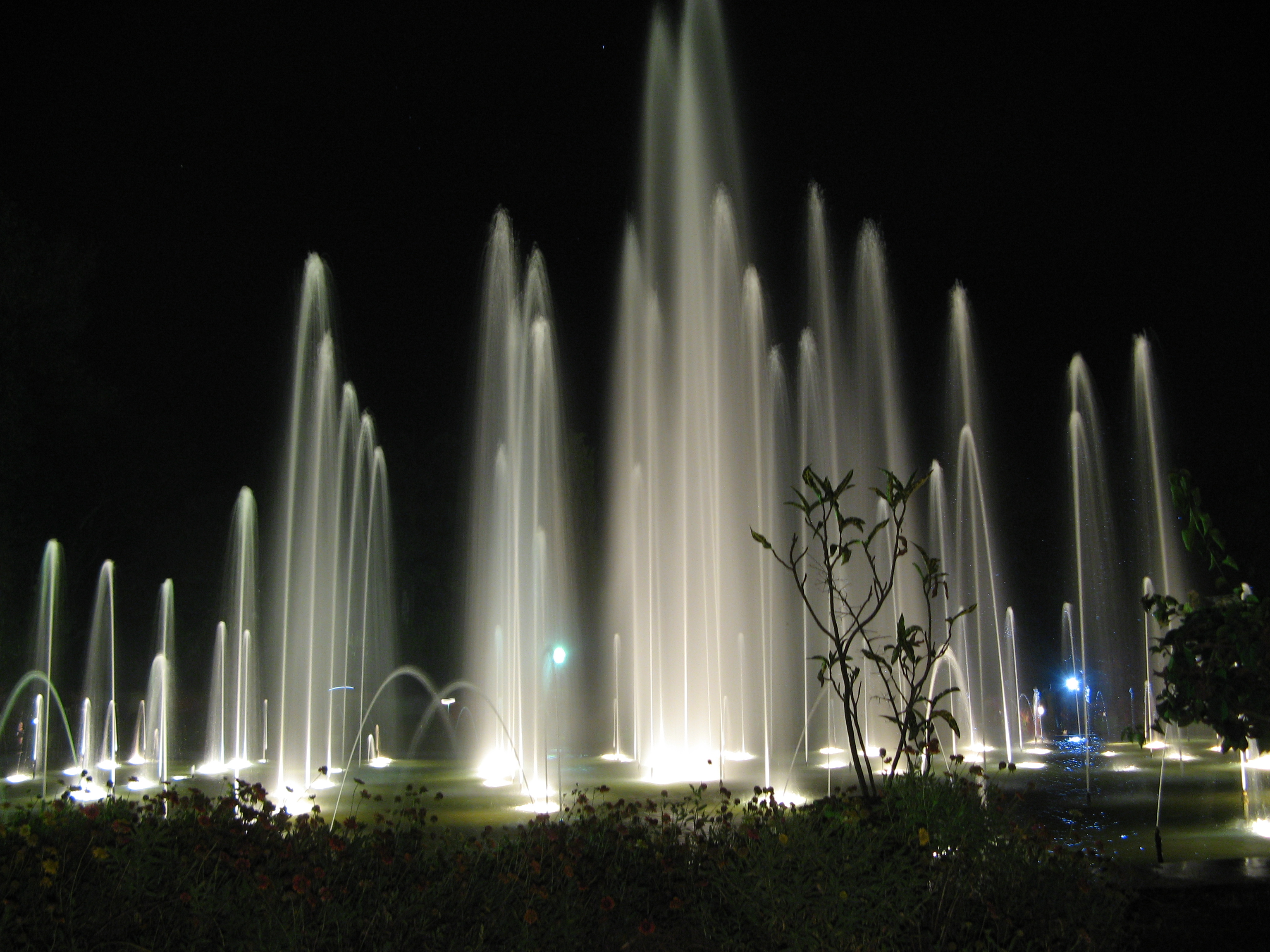
Jardines Brindavan.

El 10 de septiembre de 1935 el profesor de psicología M. V. Gopalaswamy creó la primera estación privada de radio llamada Akashavani ("La voz desde el cielo").

## Deportes

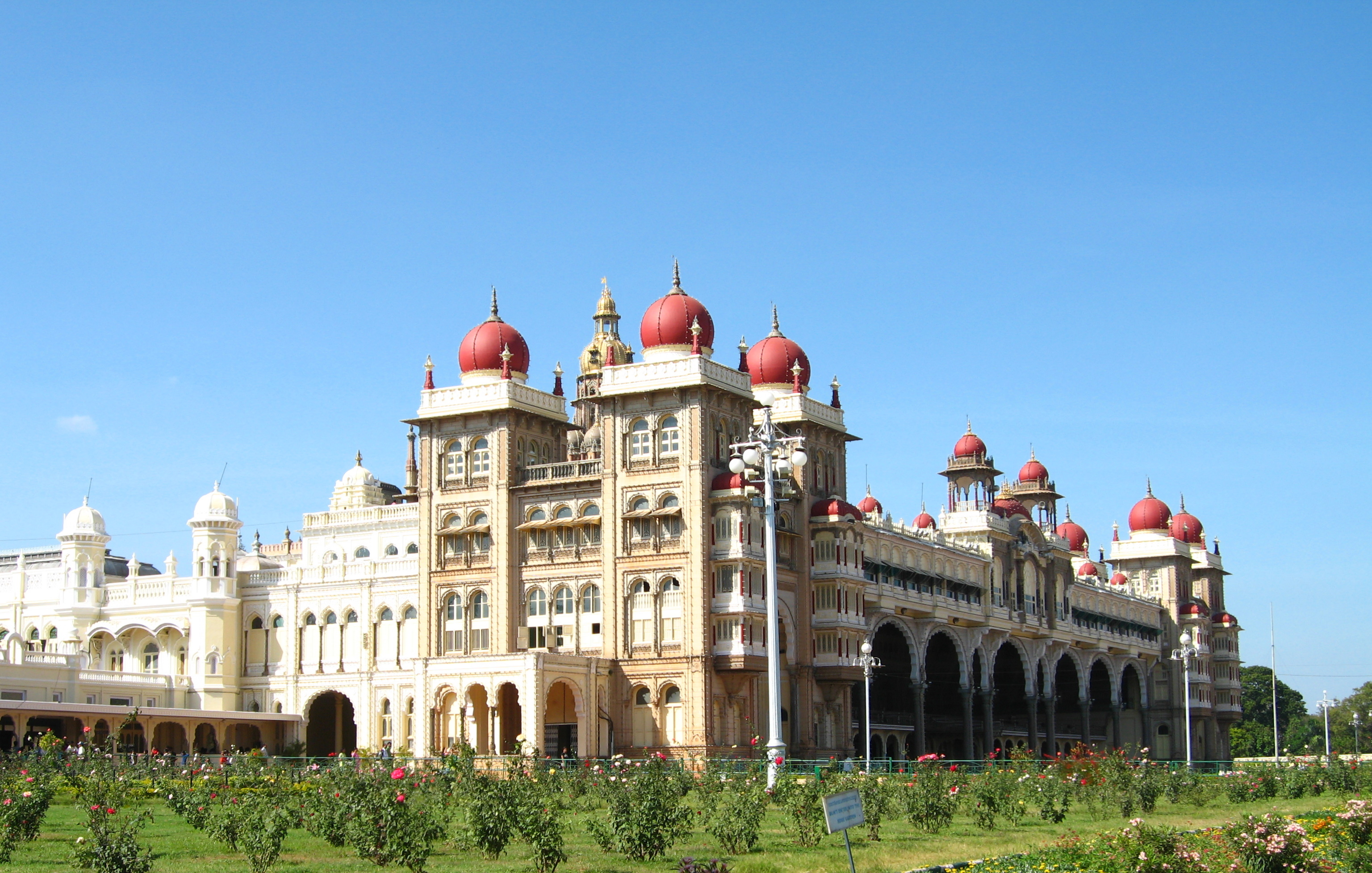
Palacio Real de Mysore

Los reyes Wodeyar de Mysore fueron patronos de varios juegos y deportes. El rey Krishnarásh Vodeyar III sentía pasión por los juegos de salón. Inventó nuevos juegos de tablero y popularizó el juego de cartas Ganjifa. El deporte tradicional de lucha tiene una historia que se remonta al siglo XVI. Esta tradición continúa y el torneo se celebra durante el Dasara y atrae a luchadores de todo el país. Este encuentro anual incluye un evento con varios deportes durante la temporada del Dasara.
En 1997, la ciudad junto con Bangalore coorganizaron los Juegos Nacionales de la India; el evento deportivo más grande de la India. Mysore fue la sede de seis eventos: tiro con arco, gimnasia, equitación, balonmano, tenis de mesa y lucha libre. El críquet es por mucho, el deporte más popular de Mysore. La ciudad cuenta con cuatro campos de críquet, pero es sede de un torneo internacional. 

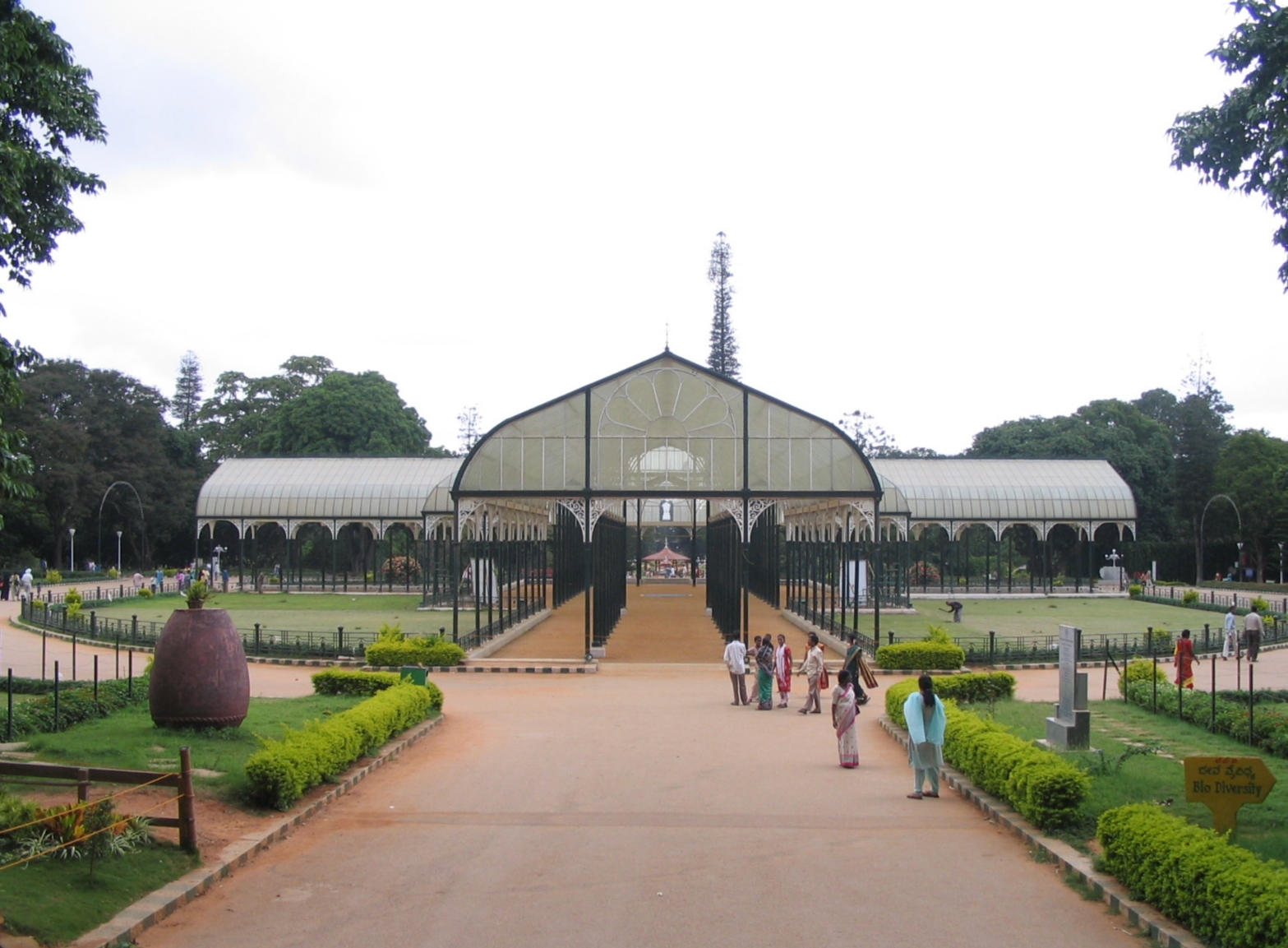
Jardín Botánico.

 Javagal Srinath, que representó a la India durante varios años como su punta de lanza de bolo rápido, es originario de Mysore. Otros deportistas destacados de la ciudad son Srinath Prahlad, que ha representado a la India en torneos de tenis como la Copa Davis; Reeth Abraham, récord de salto de longitud y campeón nacional de heptatlón y Rahul Ganapathy, campeón nacional de golf amateur. El Jayachamaraja Wodiyar Golf Club, un campo de 18 hoyos, fue fundado en 1906.

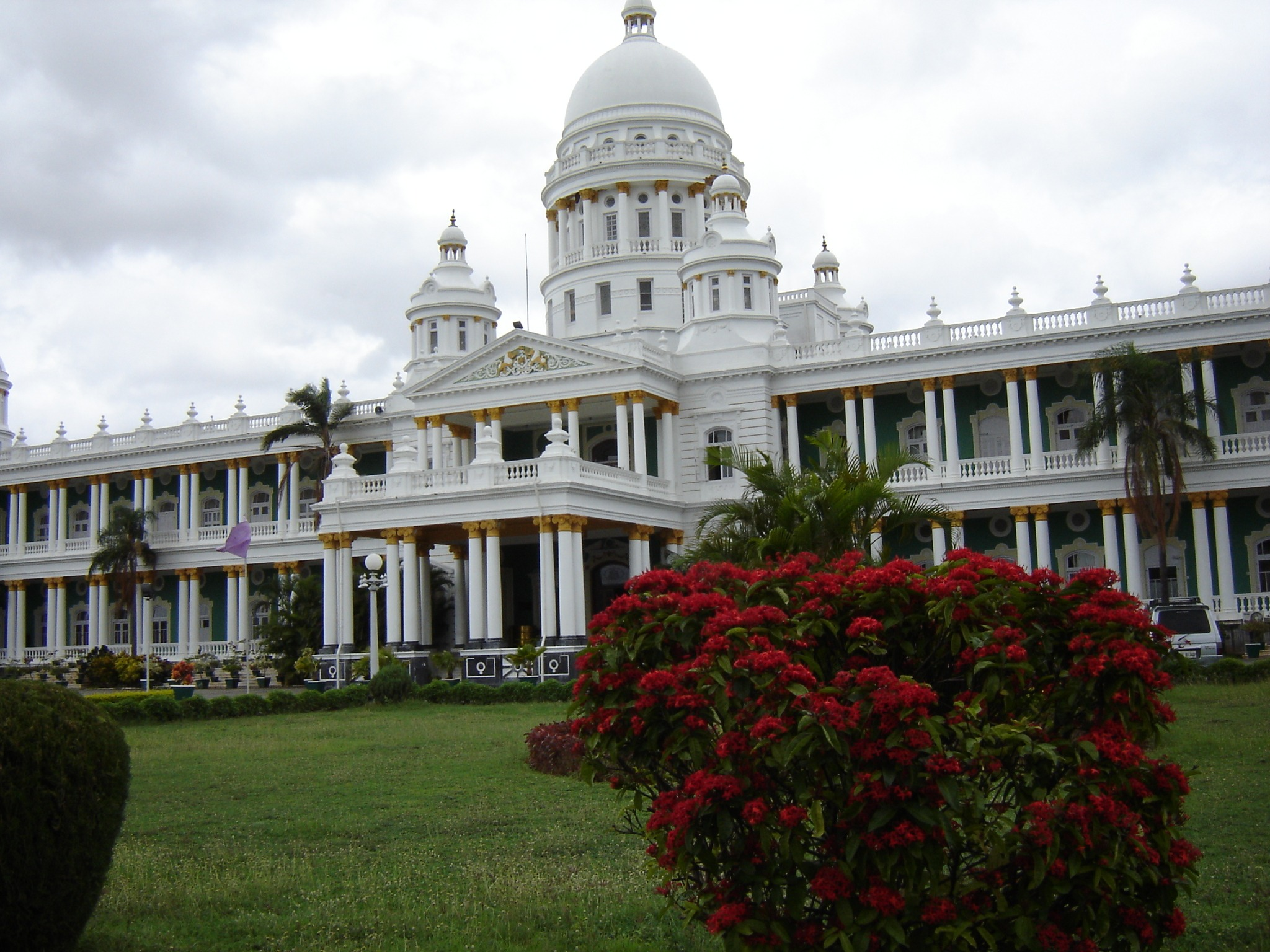
Lalitha Mahal.

## Turismo
Mysore es un punto crucial del turismo de Karnataka y también sirve de base de partida hacia otros destinos turísticos alrededor de la ciudad. La ciudad recibe el mayor número de turistas, durante el festival Dasara; fiesta que se celebra en un periodo de diez días. Uno de los monumentos más visitados de la India, el Palacio Ambavilas (conocido como Palacio Mysore) es el centro de las festividades del Dasara. El Palacio Joganmohana, la Villa Jayalakshmi y el Lalitha Mahal son algunos de los palacios de la ciudad. El Templo Chamundeshwari sobre las Colinas Chamundi y la Iglesia de Santa Filomena son lugares de culto populares en Mysore.
El Zoológico de Mysore, fundado en 1892 y los lagos Karanji y Kukkarahalli también son destinos populares entre los turistas. Los museos de Mysore incluyen, el Museo Regional de Historia Natural, el Museo de Folclore, el Museo del Ferrocarril y el Instituto Oriental de Investigación. La ciudad también es el centro de instituciones de yoga que atraen a muchos turistas extranjeros.
A poca distancia de Mysore se encuentran el lago y la represa Krisnarash Sagara y los Jardines Brindavan, donde tiene lugar un espectáculo musical todas las noches. Otros lugares de importancia histórica cerca de la ciudad incluyen Srirangapatna, Somanathapura y Talakad, los santuarios de Nanjangud y Bylakuppe y las Cataratas de Shivanasamudra. Las colinas Biligirirangan e Himavad Gopalaswamy Betta, junto con las estaciones de montaña Udhagamandalam y Madikeri también se encuentran cerca de Mysore. Los destinos más populares para los amantes de la naturaleza, incluyen los Parques Nacionales de Bandipur y Nagarhole, los santuarios de vida salvaje en Melukote y los santuarios de aves en Ranganthittu y Kokrebellur.